# Funaria succuleata
Funaria succuleata là một loài Rêu trong họ Funariaceae. Loài này được (Wager & C.H. Wright) Broth. ex Magill mô tả khoa học đầu tiên năm 1987.